# Czerlin (województwo wielkopolskie)
Czerlin – wieś w Polsce położona w województwie wielkopolskim, w powiecie wągrowieckim, w gminie Gołańcz.
W latach 1975–1998 miejscowość administracyjnie należała do województwa pilskiego.

## Historia

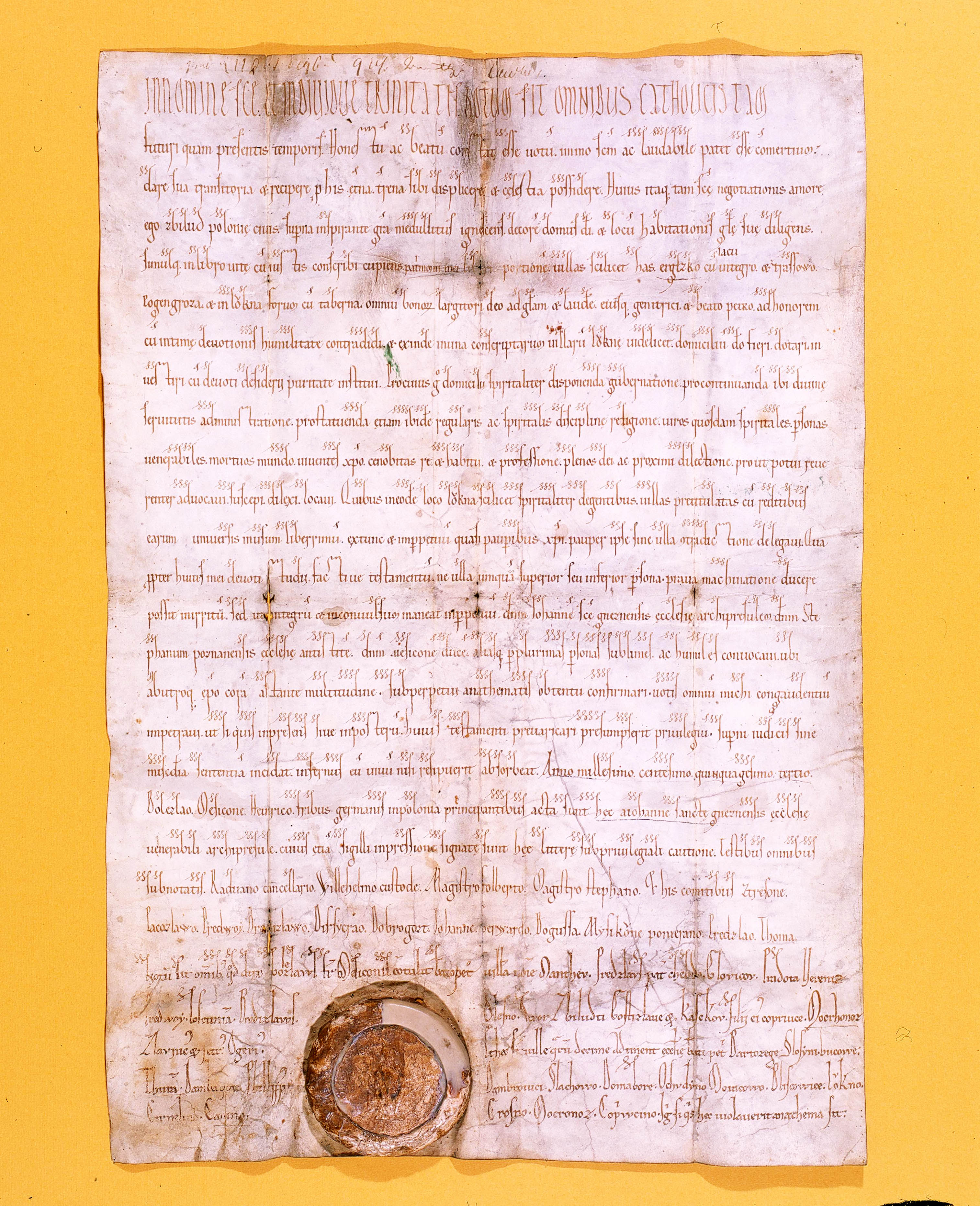
Dokument z 1154 Zbiluta (z rodu Pałuków) obywatela polskiego (“Poloniae civis”) notujący Czerlin jako Cirnelina.

Po raz pierwszy miejscowość wymieniona została w dokumencie z 1154 Zbiluta (z rodu Pałuków) obywatela polskiego (“Poloniae civis”), w którym zanotowana została jako Cirnelina.
W miejscowości urodził się Bogufał III z Czerlina - biskup poznański w latach 1254–1265.